# مابل كاهيل
مابل كاهيل (بالإنجليزية: Mabel Cahill)‏ كانت لاعبة كرة مضرب بريطانية وكانت تلعب باليد اليمنى. كما أنها إحدى بطلات الجراند سلام. حققت البطولة الأمريكية مرتين.

## النهائيات

### الفردي

#### الفوز (2)
| السنة | البطولة           | المنافس      | النتيجة                 |
| 1891  | البطولة الأمريكية | إلين روزفلت  | 6–4, 6–1, 4–6, 6–3      |
| 1892  | البطولة الأمريكية | إليزابيث مور | 5–7, 6–3, 6–4, 4–6, 6–2 |

## روابط خارجية
- مابل كاهيل على موقع قاعة مشاهير كرة المضرب الدولية (الإنجليزية)